# Nathaniel Parr

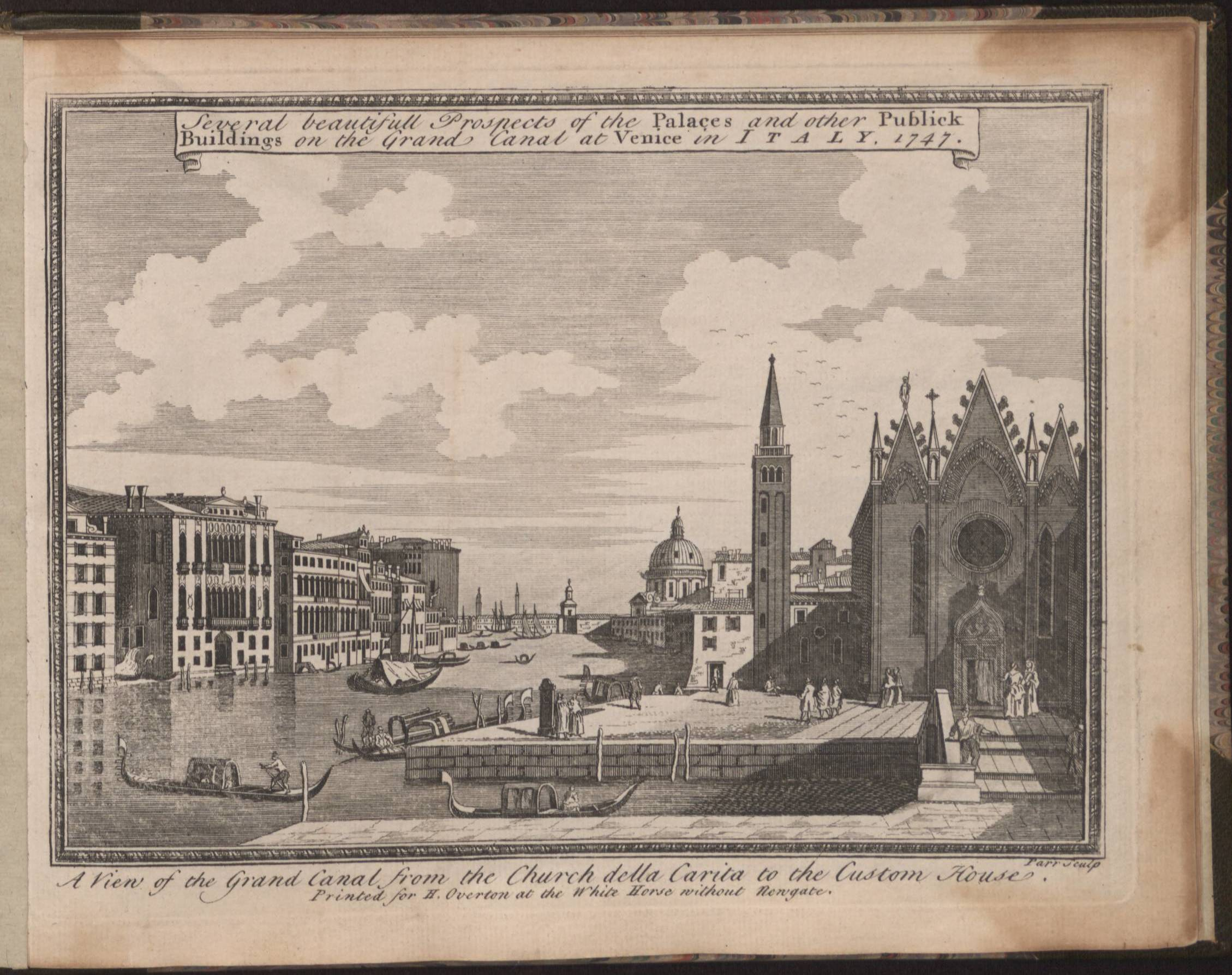
Several beautifull prospects of the palaces and other publick buildings on the Grand Canal at Venice in Italy, 1747

Nathaniel Parr (XVIII secolo – Città di Westminster, tra il 3 e il 5 dicembre 1751) è stato un incisore e editore britannico.

## Biografia
Fu probabilmente il padre o il fratello maggiore di Remigius Parr, anch'egli incisore. Remigius e Nathaniel condivisero lo stesso stile artistico, tanto che spesso è difficile attribuire con certezza un'opera all'uno o all'altro. Entrambi, inoltre, lavorarono per la casa editrice di Thomas Bowles a Londra.
Fu autore di numerosi ritratti, illustrazioni librarie, paesaggi marini e urbani, fra i quali molti dedicati a Venezia e Firenze. Le incisioni di Firenze si basarono sui disegni di Giuseppe Zocchi. Morì tra il 3 e il 5 dicembre 1751 nella parrocchia di San Clemente dei Danesi dove risiedeva nella Città di Westminster.